# Ibrahim Diarra
Ibrahim Diarra, genannt Ibi, (* 12. November 1973) ist ein ehemaliger schwedischer Profi-Basketballspieler, der 35-mal für die schwedische Nationalmannschaft auflief. Zuletzt stand er bei den Skyliners Frankfurt unter Vertrag.

## Lebenslauf
Diarra ist der Sohn einer schwedischen Mutter und eines afrikanischen Vaters. Er begann seine Karriere in Stockholm. Dort wohnte er mit seinen Eltern, die sich auf der Universität in der Hauptstadt kennenlernten. Mit elf Jahren kam er im Schulsport zum ersten Mal mit dem Basketballsport in Berührung, er spielte als Heranwachsender auch Handball. In der Jugendabteilung der Stockholm Capitals erhielt er die Basketball-Grundausbildung und schaffte mit siebzehn Jahren den Sprung in die Herrenmannschaft. Mit den „Capitals“ gewann er 1993/94 die schwedische Meisterschaft.
Nach mehreren Jahren in Stockholm hatte er sich einen Namen in Schweden gemacht. Er wurde in die Nationalmannschaft berufen. Es folgte ein Wechsel zu den New Wave Gothenburg Sharks, 1998/99 spielte er dann für die Norrköping Dolphins. 1999 entschloss er sich zum Wechsel ins Ausland und nahm ein Vertragsangebot von den BSC Raiffeisen Panthers Fürstenfeld aus Österreich an. Der Trainer der Panthers suchte einen Defensivspezialisten und war bei Ibrahim an der richtigen Adresse. In Österreich blieb er zwei Jahre.
2001 wechselte der Schwede zu den Skyliners Frankfurt nach Deutschland. Der Frankfurter Trainer Gordon Herbert kannte ihn noch aus seiner Zeit bei Fürstenfelds Bundesliga-Konkurrent Oberwart Gunners, als Diarra mit seiner Mannschaft gegen Herberts Oberwarter antrat. Mit Frankfurt nahm Diarra auch an der EuroLeague teil. Die Stärken des Schweden lagen in der Verteidigungsarbeit, er war für seine mannschaftsdienliche Spielweise bekannt. Nach einem Jahr in Deutschland kehrte er in sein Heimatland zurück und verstärkte 2002/03 die Södertälje Kings. Im September 2003 holte ihn Frankfurt zurück. Der sportliche Höhepunkt in Diarras Karriere war 2004 der Gewinn der Deutschen Meisterschaft mit den Frankfurtern. Nach der Saison 2006/2007 beendete er seine Karriere als professioneller Basketballspieler. In seinem letzten Profijahr war er Mannschaftskapitän der Frankfurter, obwohl er nurmehr die Rolle eines Ergänzungsspielers hatte. Diarra bestritt insgesamt 138 Bundesligaspiele.